# 菲利普港市
菲利普港市（英語：City of Port Phillip）是澳大利亚维多利亚州的一个地方政府区域，位于菲利普港湾北岸，墨尔本市（市中心）以南，面积 20.7 km²，2018年人口 113,200人。
菲利普港市于1994年合并成立，由三个区组成，大致相当于原先的三个市：圣基尔达（St Kilda）、南墨尔本和墨尔本港。议会办公室目前位于圣基尔达市政厅、墨尔本港市政厅和南墨尔本市政厅。

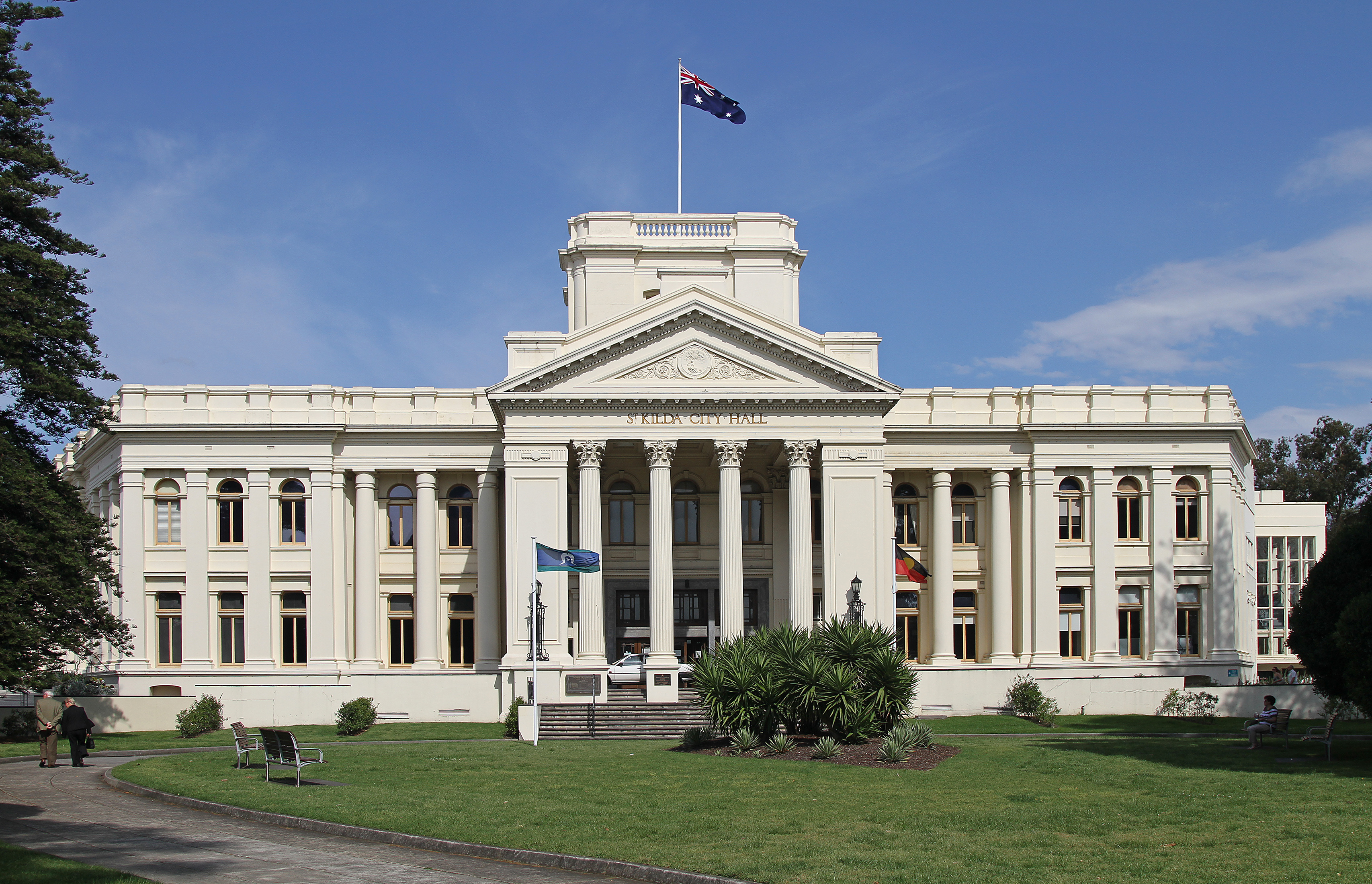
圣基尔达市政厅
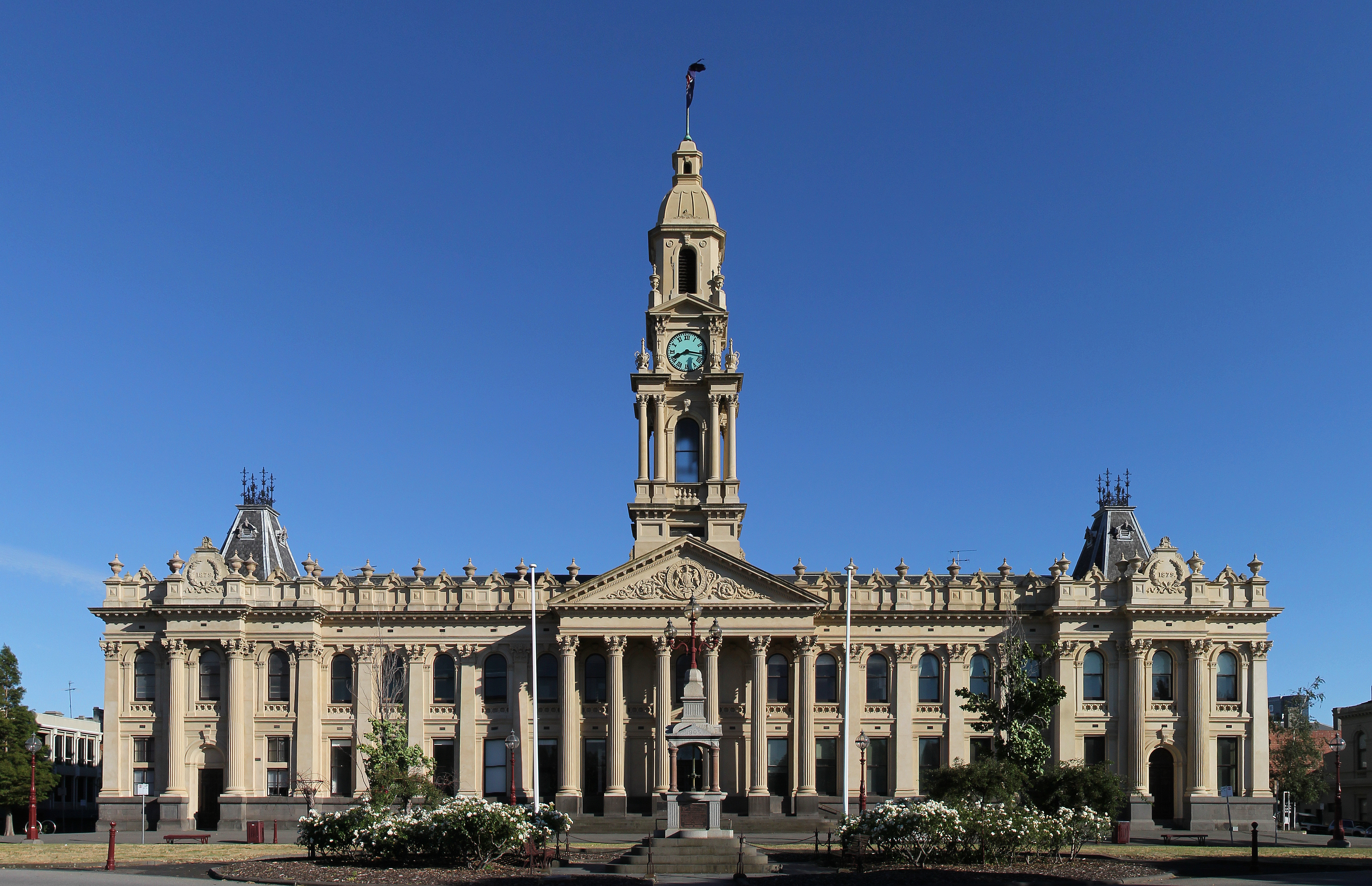
南墨尔本市政厅